# Джуров
Джу́ров (укр. Джурів) — село в Снятынской городской общине Коломыйского района Ивано-Франковской области Украины.
Население по переписи 2001 года составляло 1810 человек. Занимает площадь 19,855 км². Почтовый индекс — 78354. Телефонный код — 03476.